# Letland op het Eurovisiesongfestival 2005
Letland nam deel aan het Eurovisiesongfestival 2005 in Kiev, Oekraïne. Het was de 6de deelname van het land op het Eurovisiesongfestival. De selectie verliep via het jaarlijkse Eirodziesma, waarvan de finale plaatsvond op 26 februari 2005. LTV was verantwoordelijk voor de Letse bijdrage voor de editie van 2005.

## Selectieprocedure
De nationale finale werd gehouden op 28 februari 2005.
In totaal deden er tien artiesten mee aan deze finale en de winnaar werd gekozen door middel van televoting. 
Er waren twee ronden, na de eerste ronde bleven er maar drie artiesten over.

| № | Lied                       | Artiest         | Punten | Plaats |
| - | -------------------------- | --------------- | ------ | ------ |
| 1 | "The War Is Not Over"      | Valters & Kaža  | 28214  | 1ste   |
| 2 | "In the Heat of the Night" | Ksenija         | 8308   | 3de    |
| 3 | "Sing it! Swing it!"       | Agnese & Intars | 20318  | 2de    |

## In Kiev
Op het festival in Oekraïne moest Letland aantreden als 5de tijdens de halve finale, net na Moldavië en voor Monaco.
Op het einde van de puntentelling bleek dat Letland 10de was geworden met 85 punten. Dit was nipt genoeg om de finale te bereiken.
Men ontving 2 keer het maximum van de punten.
België en Nederland hadden geen punten over voor deze inzending.
In de finale moest Letland aantreden als 23ste , net na Zwitserland en voor Frankrijk.
Op het einde van de puntentelling bleek dat Letland 5de was geworden met 153 punten.
Men ontving 3 keer het maximum van de punten.
België en Nederland hadden respectievelijk 5 en 0 punten over voor deze inzending.

### Gekregen punten

#### Halve Finale
| 12 punten          | 10 punten  | 8 punten    | 7 punten                      | 6 punten                      |
| ------------------ | ---------- | ----------- | ----------------------------- | ----------------------------- |
| - Litouwen - Malta | - Estland  |             | - Kroatië - Wit-Rusland       | - Ierland - Israël - Slovenië |
| 5 punten           | 4 punten   | 3 punten    | 2 punten                      | 1 punt                        |
| - Denemarken       | - Portugal | - Noorwegen | - Cyprus - IJsland - Oekraïne | - Rusland                     |

#### Finale
| 12 punten                       | 10 punten                   | 8 punten           | 7 punten                         | 6 punten                                                             |
| ------------------------------- | --------------------------- | ------------------ | -------------------------------- | -------------------------------------------------------------------- |
| - Ierland - Litouwen - Moldavië | - Andorra - Estland - Malta | - Noorwegen        | - Duitsland - Kroatië - Slovenië | - Denemarken - Israël - Portugal - Verenigd Koninkrijk - Wit-Rusland |
| 5 punten                        | 4 punten                    | 3 punten           | 2 punten                         | 1 punt                                                               |
| - België - Rusland              | - Finland - Polen           | - IJsland - Zweden |                                  | - Cyprus - Griekenland - Hongarije - Oekraïne                        |

### Punten gegeven door Letland

#### Halve Finale
Punten gegeven in de halve finale:
| Punten    | Land        |
| --------- | ----------- |
| 12 punten | Estland     |
| 10 punten | Moldavië    |
| 8 punten  | Litouwen    |
| 7 punten  | Zwitserland |
| 6 punten  | Noorwegen   |
| 5 punten  | Hongarije   |
| 4 punten  | Kroatië     |
| 3 punten  | Wit-Rusland |
| 2 punten  | Denemarken  |
| 1 punt    | Polen       |

#### Finale
Punten gegeven in de finale:
| Punten    | Land                 |
| --------- | -------------------- |
| 12 punten | Zwitserland          |
| 10 punten | Rusland              |
| 8 punten  | Moldavië             |
| 7 punten  | Kroatië              |
| 6 punten  | Noorwegen            |
| 5 punten  | Malta                |
| 4 punten  | Denemarken           |
| 3 punten  | Hongarije            |
| 2 punten  | Israël               |
| 1 punt    | Servië en Montenegro |